# Bob Marcucci
Bob Marcucci (eigentlich Robert Phillip Marcucci, * 28. Februar 1930 in Philadelphia, Pennsylvania, USA; † 9. März 2011 in Ontario, Kalifornien) war ein US-amerikanischer Musikproduzent und Promoter.
In den 1950er und 1960er Jahren entdeckte er zahlreiche Popstars, unter anderem Frankie Avalon und Fabian, die er für sein Plattenlabel Chancellor Records unter Vertrag nahm. Durch massive Fernseh- und Öffentlichkeitspräsenz schaffte er es, seine mehr oder minder begabten Schützlinge mit mehr oder minder gelungenen Songs zu Superstars aufzubauen.
Er produzierte auch zahlreiche Platten, sein größter Erfolg als Produzent war Frankie Avalons Hit Venus.
1961 schrieb er den Soundtrack zum Film Sail a Crooked Ship, 1963 für Operation Bikini, in denen jeweils auch sein Schützling Avalon mitspielte.
1980 wurde dann The Idolmaker gedreht, ein Film der auf Marcuccis Leben basiert und für einen Golden Globe nominiert wurde.